# 朱迅
朱迅（1973年9月7日—）是中央电视台的节目主持人，中国共产党党员（2001年入党）

## 生平
1987年开始担任中国中央电视台青少年部《我们这一代》的主持人。随后于1988年主演电影《摇滚青年》的小小一角等一些青少年向的影视作品。1992年［1990年去日本留学］暂停在国内的演艺活动，留学日本，入学亚细亚大学进行选修经营管理学，直到1999年在日本连续5年主持日本NHK电视台、日本中京电视台等多个电视节目。另外还从中出演了电影以及电视剧《BANSU KO GALS》、《三巨龙》、《涩谷24小时》、《上海人在东京》等。1998年在日校期间发表了生平第一篇经营管理学硕士专业的毕业论文《21世纪媒体市场战略》而获得A等优异成绩，后列入《在日中国人大全》中，还被日本新世纪中文电视台评选为“在日杰出华人”等荣誉称号，并取得日本文部省日语能力验定一级的水平证书。
毕业后再次回国，在中央电视台继续担任多个电视栏目的主持人。2001年加入中国共产党。2021年时，以党员身份参加中央广播电视总台文艺节目中心为中国共产党成立100周年庆祝活动录制的MV《不忘初心》。

## 个人生活
朱迅的丈夫王志，曾是中国中央电视台《面对面》的主持人。

## 主持节目
- 我们这一代
- 中国语讲座
- 中日歌会
- 亚洲观
- 悠久的长江·三峡
- 亚洲歌坛
- 深夜中的王国
- 艺能人竞争
- 今晚
- 正大综艺
- 走进电视
- 佳艺大世界
- 为中国喝彩
- 心连心晚会
- 欢聚一堂
- 快乐中国
- 欢乐一家人
- 正大综艺特别节目·墙来啦

## 出演作品

### 电影
- 《摇滚青年》 饰 小小
- 《涩谷24小时》
- 《BANSU KO GALS》
- 《三巨龙》

### 电视剧
- 《生命中的好日子》
- 《梦回青岛》
- 《寻梦在边缘》
- 《的兄》
- 《上海人在东京》

## 文学作品
- 2006年出版非虚构青春叙事小说《说出来就过时》